# Scotopteryx pseudolimitata
Scotopteryx pseudolimitata là một loài bướm đêm trong họ Geometridae.